# Талаковка
Талако́вка — посёлок в Сартанской поселковой общине Мариупольского района Донецкой области Украины. До 2020 года составлял Талаковский поселковый совет, в который, кроме того, входили сёла Гнутово и Ломакино.

## История
1796 год — первое задокументированное упоминание о поселении на месте современной Талаковки — хуторе донского казака Кирилла Селиверстова в Павлопольской волости Миусского округа Области Войска Донского. Затем, по неизвестным обстоятельствам, место запустело.
В 1810 году сотник Старочеркасской станицы Стефан Ханженков просил о заселении означенного пустого места хутором, что и было ему позволено определением Донской войсковой канцелярии от 10 июля 1810 года. По фамилии основателя Талаковка называлась прежде посёлком Ханженковым. Местность, ранее занятая хутором казака Селиверстова, пустовала, сохранив за собой название балки Селиверстовой.
По статистическому описанию земли Донских казаков (1822—32) В.Д.Сухорукова в посёлке Ханжонков Миусского округа насчитывается 1 господский деревянный дом, 33 крестьянских, 1 водная и 2 ветряных мельницы.
Во времена первых заселений территория нынешнего посёлка Талаковка была пустынной, сплошь заросшей типчаком, и называлась Толокою. Отсюда и название: до 1822 года посёлок называли Толоковка, в 1873 — посёлком Талоковским, т.о. позднее оба «о» трансформировались в «а».
Верхнюю часть Талаковского поселения, заселённую после 1853 года, называли посёлком Марьевским (а также Краснянским).
Параллельно развивались ещё два посёлка, которые сперва сольются в село Федосеевку, а затем, к 1956 году, будут объединены в современный пгт Талаковка:
- посёлок Федосеевский (Верхний) при р. Кальмиусе. На плане, составленном в 1796 году, он был нанесён и принадлежал в то время войсковому старшине Семёнову.
- посёлок Нижнее-Федосеевский (расположен на владельческих землях — бывших срочных участках) поселён ниже, в 1 версте от такого же Верхнего, на Кальмиусе. Заселение Н-Федосеевского посёлка состоялось гораздо позже Верхнего: он встречается только на карте, составленной в 1849—1853 гг. Эти два поселения названы по имени жены подполковника Федосьи Степановны Миллеровой в 1841 году.[8]

Согласно переписи населённых мест Области Войска Донского 1873 года, посёлок Талаковский насчитывал 67 дворов и 2 избы. Число жителей составляло 251 мужчин и 217 женщин. Посёлок Марьевский-Краснянский насчитывал 11 дворов, жители: 41 мужчина и 44 женщины. Посёлок Верхне-Федосеевский насчитывал 57 дворов, 2 избы без подворья, 176 мужчин и 175 женщин.
В 1888 году в Области Войска Донского был образован Ростовский округ, а родной для Талаковки Миусский округ, объединённый с Таганрогским градоначальством, получил наименование Таганрогского. В составе Таганрогского округа Области Войска Донского Талаковка пробудет до создания Донецкой губернии УССР.
До 1912 года в посёлке Талаковка (бывшие села Талаковка и Федосеевка) не было ни церкви, ни школы. Некоторые жители этих сёл для обучения своих детей нанимали частно учителей. Но в основном население было безграмотным. Поэтому в 1911 году на сходе обоих сёл селяне решили собирать средства для строительства церкви и школы. И уже в 1912 году были построены церковь Рождества Пресвятой Богородицы в селе Талаковка и церковно-приходская трёхклассная школа в селе Федосеевка.
Со дня открытия церкви посёлок стал волостным центром, а волость — Талаковской (до этого была Павлопольской). Первым настоятелем церкви был священник Алексей Иванович Санталов.
Советская власть установлена в декабре 1917 года. Был сформирован революционный Талаковский отряд в составе 4 рот по 50 человек. Отрядом руководил уроженец талаковской многодетной семьи Семенченко Мирон Иванович, офицер царской армии, Георгиевский кавалер. Командирами рот были: Матвиенко Н. Н., Комисаренко П. Н., Богданов И. Т., Ковалёв И. П.
29 апреля 1919 года Талаковка была освобождена от белоказаков генерала Шкуро, после чего избрали сельский совет. Первым его председателем был Леонтий Афанасьевич Попов. В Талаковке установлен памятник М. И. Семенченко и борцам, погибшим за Советскую власть.
Наиболее известными среди жителей председателями Талаковского поссовета были И. Д. Дудко (1947—1959 гг.), А. Г. Корниенко, Г. А. Иваненко (1994—2010).
Действующий поселковый голова — Красиков Николай Иванович — избран в 2010 году. До этого 33-летний мастер Мариупольского меткомбината им. Ильича четыре года трудился на посту секретаря Талаковского поссовета.
С 16 апреля 1920 года Талаковская (или Толоковская) волость, как и весь бывший Таганрогский округ Области Войска Донского, входит в Донецкую губернию УССР. Правда, изменяется и административное подчинение. Отныне Талаковка относится не к Таганрогу. Она — в Мариупольском районе (бывшем Мариупольском уезде Екатеринославской губернии).
В 1923 году в посёлке появился кооператив.
В 1925 году при школе был создан ликбез, где работали учителя Н. А. Тарарина, А. К. Карпи и Р. В. Солонская.
В 1928 году бедняки объединились в коммуну «Жовтень», а через два года на территории Талаковского поссовета образовалось три колхоза — «Победа», «Вільний степ» и «Беднота».
В том же году рядом с «Победой» было создано подсобное хозяйство «ЖРКК» (рыбоконсервного комбината), в 1931-м приезжие корейцы создали совхоз «Азоврис».
Перестройки колхозов и совхозов продолжались до 1934-го. За эти годы в Талаковке была открыта школа № 7, фельдшерско-акушерский пункт, клуб.
13 февраля 1935 года, на основании постановления Президиума ЦИК УССР, из состава пригородной черты Мариупольского городского совета в состав вновь образованного Будённовского района (сейчас — Новоазовский район Донецкой области) отошёл Талаковский сельский совет. Позже, 26 мая 1936 года, небольшая часть Будённовского района (колхоз «Азоврис» Талаковского сельсовета) возвращена Сартанскому сельсовету пригородной черты Мариупольского горсовета.
8 октября 1941 года немцы оккупировали Талаковку. Освобождена она 30-й кавалерийской и 13-й стрелковыми дивизиями на три дня раньше освобождения Мариуполя, 7 сентября 1943 года. На фронтах Великой Отечественной войны сражались 700 жителей посёлка: 112 из них погибли, защищая Родину, 653 человека удостоены боевых правительственных наград. В честь воинов, павших в борьбе за освобождение посёлка от оккупантов, установлен памятник. На кладбище посёлка Талаковка находится также братская могила воинов Советской Армии № 16.
В 1949 году на базе ряда хозяйств был создан совхоз «Огородный», к которому в 1956-м присоединился колхоз «Победа».
28 декабря 1956 года решением Сталинского облисполкома населённые пункты Федосеевка и Талаковка объединены в пгт Талаковку.
12 апреля 1961 года решением Сталинского облисполкома Талаковский поселковый совет Новоазовского района (вместе с селом Заиченко) передан в подчинение Ждановскому городскому совету.
30 декабря 1962 года указом Президиума Верховного Совета УССР Новоазовский район укрупняется, путём включения в него, в том числе и пгт Талаковка.
6 мая 1963 года указом Президиума Верховного Совета Новоазовский район Донецкой области ликвидируется и Талаковский поселковый совет передаётся в Володарский район.
14 августа 1968 года решением Донецкого облисполкома Талаковский поселковый совет Новоазовского района передаётся в подчинение Орджоникидзевскому районному совету города Жданова. А села Павлополь, Пищевик и Черненко Талаковского поселкового совета передаются в подчинение Красноармейскому сельскому совету Новоазовского района.
Открыта библиотека, больница, здание поссовета (1959), отделение связи и АТС (1966—1967 гг.).
В 1972 году построена школа № 58, ставшая в 1974-м средней.
В 1982 году в посёлке открыли музей.
День посёлка отмечается традиционно в одну из суббот сентября и приурочен к освобождению Донбасса и Мариуполя от немецко-фашистских захватчиков.
В 2014 году в результате общественного обсуждения выбрана новая символика Талаковки: большой герб, малый герб, флаг, штандарт. Диагональный перевяз, пересекающий щит герба, представлен в синем цвете, символизирует реку Кальмиус. Золотой колокол напоминает о построенной в 1912 году церкви Пресвятой Богородицы. Сам по себе колокол — это символ сильного духовного начала. Лапчастый крест символизирует казачество, которое сыграло решающую роль в становлении посёлка. Куст типчака напоминает о том, что во времена первых заселений территория нынешнего посёлка была пустынной, сплошь заросшей типчаком, и называлась Толокою.
В 2022 году в ходе вторжения России на Украину был оккупирован российскими войсками 28 февраля.

## Население
Количество на начало года.
| Год  | Количество жителей |
| ---- | ------------------ |
| 1873 | 468                |
| 1897 | 652                |
| 1959 | 2886               |
| 1970 | 3574               |
| 1979 | 4502               |
| 1987 | 4600               |
| 1989 | 3848               |
| 1992 | 3900               |
| 1998 | 3800               |
| 2002 | 4160               |
| 2003 | 4151               |
| 2004 | 4119               |
| 2005 | 4123               |
| 2006 | 4148               |
| 2007 | 4135               |
| 2008 | 4134               |
| 2009 | 4160               |
| 2010 | 4155               |
| 2011 | 4129               |
| 2012 | 4137               |
| 2013 | 4130               |
| 2014 | 4133               |
| 2015 | 4113               |

Национальный состав. По переписи населения 1897 года в Талаковке проживало 98,9 % (645 из 652) православных.
В 2001 году родным языком считали:
- русский язык — 3 722 чел. (89,47 %)
- украинский язык — 429 чел. (10,31 %)
- греческий язык — 4 чел. (0,10 %)
- армянский язык — 3 чел. (0,07)

## Экономика
- Колбасный завод «Гер-Мар»[33]
- Маслоцех[34]
- Цех по производству мебели
- Животноводческая ферма
- Агроцех № 5 — бывший совхоз «Огородный»
- Транспорт — автобусы № 51, 55, 68

## Культура
- Церковь Рождества Пресвятой Богородицы[35]
- общеобразовательная школа № 58[36]
- детсад № 93[37]
- библиотека — музей им. К.Симонова (филиал № 12 ЦБС г. Мариуполя для взрослых)[38][39]
- сообщество посёлка «ВКонтакте»[40]
- электронная фотогалерея посёлка[41]
- ансамбль народной песни «Господарочка» (руководители Виноградская Т. А., Багдасар Г. А.)[42][43]
- Известна местная легенда о несчастливой любви Василисы, дочери первооснователя хутора донского казака Селиверстова, к бедному батраку Селиваку.[44]